# Serracapriola
Serracapriola est une commune italienne de la province de Foggia dans la région des Pouilles.

## Administration
| Période                                  | Période | Identité | Étiquette | Qualité |
| ---------------------------------------- | ------- | -------- | --------- | ------- |
|                                          |         |          |           |         |
| Les données manquantes sont à compléter. |         |          |           |         |

### Communes limitrophes
Chieuti, Lesina, Rotello, San Martino in Pensilis, San Paolo di Civitate, Torremaggiore

## Personnalités liées à la commune
- Antonino Maresca Donnorso, duc de Serracapriola (1750-1822), diplomate napolitain.